# مونتون
شرکت شانگهای مونتون تکنولوژی (چینی: 上海沐瞳科技有限公司; پین‌یین: Shànghǎi mù tóng kējì yǒuxiàn gōngsī)، که به‌طور عمومی به عنوان مونتون شناخته می‌شود، یک شرکت چندملیتی چینی است که در زمینه توسعه و انتشار بازی‌های ویدئویی فعالیت می‌کند. این شرکت تحت مالکیت شرکت فرعی ناورس از بایت‌دنس قرار دارد و دفتر مرکزی آن در شانگهای، چین واقع شده است. مونتون بیشتر به خاطر بازی موبایلی Mobile Legends: Bang Bang که در ژوئیه ۲۰۱۶ منتشر شد، شناخته می‌شود.

## تاریخچه
شرکت مونتون در آوریل ۲۰۱۴ در منطقه مینهانگ شانگهای، چین تأسیس شد. یکی از بنیان‌گذاران این شرکت جاستین یوان بود، که در اواخر سال ۲۰۱۸ پس از زو ژنهوا به سمت مدیرعامل (CEO) منصوب شد.
اولین بازی ویدئویی این شرکت، بازی دفاع از برج (TD) به نام Magic Rush: Heroes، در ۶ آوریل ۲۰۱۵ منتشر شد. پس از تکمیل Magic Rush: Heroes، شرکت توسعه یک بازی چندنفره آنلاین (MOBA) به نام Mobile Legends را آغاز کرد. این بازی در نهایت با نام Mobile Legends: 5v5 MOBA در سال ۲۰۱۶ منتشر شد. Mobile Legends در جنوب شرق آسیا، به‌ویژه در اندونزی و مالزی، محبوب شد، جایی که در سال ۲۰۱۷ به عنوان پُر دانلودترین اپلیکیشن رایگان موبایل در میان کاربران آیفون شناخته شد. این بازی در ایالات متحده توسط Elex Tech توزیع می‌شود.
در حال حاضر، مونتون ادعا می‌کند که بیش از ۱۶۰۰ نفر در دفاتر جهانی آن مشغول به کار هستند.

## فروش

### بازی‌های ویدیویی
| Year | Title                     | Genre(s)                    | Platform(s)  |
| ---- | ------------------------- | --------------------------- | ------------ |
| ۲۰۱۵ | Magic Rush: Heroes        | برج دفاعی                   | اندروید، iOS |
| ۲۰۱۶ | Mobile Legends: Bang Bang | میدان نبرد چندنفره آنلاین   | اندروید، iOS |
| ۲۰۱۹ | Mobile Legends: Adventure | بازی پیمایشی بازی نقش‌آفرینی | اندروید، iOS |
| ۲۰۲۰ | Mobile Legends: Pocket    | N/A (Mobile Companion App)  | اندروید، iOS |
| ۲۰۲۰ | Sweet Crossing: Snake.io  | مار (سبک بازی ویدئویی)      | اندروید، iOS |
| ۲۰۲۳ | Watcher of Realms         | بازی نقش‌آفرینی              | اندروید، iOS |

### مجموعه تلویزیونی
| Title                             | Years | Network                                                                                      |
| --------------------------------- | ----- | -------------------------------------------------------------------------------------------- |
| Legends of Dawn: The Sacred Stone | ۲۰۲۱  | تنسنت ویدئو و Iflix (بین‌المللی) TV9 (مالزی) NET. (اندونزی) Kapamilya Channel & A2Z (فیلیپین) |